# 普雷伦基兴
普雷伦基兴是奥地利下奥地利州莱塔河畔布鲁克县的一个市镇。总面积41.54平方公里，总人口1557人，人口密度37人/平方公里（2017年）。